# Ломефлоксацин
Ломефлоксацин — противомикробное бактерицидное лекарственное средство широкого спектра действия из группы фторхинолонов.
С 2012 года включён в Перечень жизненно необходимых и важнейших лекарственных препаратов.

## Фармакологическое действие
Противомикробное бактерицидное средство широкого спектра действия из группы фторхинолонов. Воздействует на бактериальный фермент ДНК-гиразу, обеспечивающую сверхспирализацию, образует комплекс с её тетрамером (субъединицы гиразы А2В2) и нарушает транскрипцию и репликацию ДНК, приводит к гибели микробной клетки. Бета-лактамазы, продуцируемые возбудителями, не оказывают влияния на активность ломефлоксацина. Активен в отношении грамотрицательных аэробных микроорганизмов: Citrobacter diversus, Enterobacter cloacae, Escherichia coli, Haemophilus influenzae, Klebsiella pneumoniae, Moraxella catarrhalis, Proteus mirabilis, Pseudomonas aeruginosa (только для инфекций мочевыводящих путей); грамположительных аэробных микроорганизмов: Staphylococcus saprophyticus; С минимальной подавляющей концентрацией 2 мкг/мл активен в отношении следующих микроорганизмов (однако, клиническая эффективность при инфекциях, вызываемых этими микроорганизмами, в строго контролируемых исследованиях не изучалась): грамположительные аэробные микроорганизмы: Staphylococcus aureus (включая метициллин-устойчивые штаммы), Staphylococcus epidermidis (включая метициллин-устойчивые штаммы); грамотрицательные аэробные микроорганизмы: Aeromonas hydrophila, Citrobacter freundii, Enterobacter aerogenes, Enterobacter agglomerans, Haemophilus parainfluenzae, Hafnia alvei, Klebsiella oxytoca, Klebsiella ozaenae, Morganella morganii, Proteus vulgaris, Providencia alcalifaciens, Providencia rettgeri, Serratia liquefaciens, Serratia marcescens; др. микроорганизмы: Legionella pneumophila. К препарату устойчивы: A, B, D и G группы стрептококка, Streptococcus pneumoniae, Pseudomonas cepacia, Ureaplasma urealyticum, Mycoplasma hominis и анаэробные бактерии. Действует как на вне-, так и на внутриклеточно расположенные Mycobacterium tuberculosis, сокращает сроки их выделения из организма, обеспечивает более быстрое рассасывание инфильтратов. На большинство микроорганизмов действует в низких концентрациях (концентрация, необходимая для подавления роста 90% штаммов, обычно не более 1 мкг/мл). Резистентность развивается редко.

## Фармакокинетика
Абсорбция - 95-98%; прием пищи уменьшает всасывание на 12%. TCmax - 0.8-1.5 ч. Cmax после приема внутрь 100 мг составляет 0.8 мкг/мл, 200 мг - 1.4 мкг/мл, 400 мг - 3-5.2 мкг/мл. Прием пищи уменьшает Cmax на 18% и увеличивает TCmax до 2 ч. Css в плазме определяется через 48 ч. Связь с белками плазмы - 10%. Хорошо проникает в органы и ткани, где концентрация ломефлоксацина в 2-7 раз выше, чем в плазме. Незначительная часть препарата подвергается метаболизму с образованием метаболитов. T½ - 8-9 ч; средний почечный клиренс - 145 мл/мин. У пожилых пациентов плазменный клиренс уменьшается на 25%. При снижении клиренса креатинина (КК) до 10-40 мл/мин/1.73 м² T1/2 увеличивается. Почками путём канальцевой секреции выводится 70-80% (преимущественно в неизмененном виде, 9% - в виде глюкуронидов, 0.5% - в виде др. метаболитов); через кишечник - 20-30%.

## Показания
Неосложненные инфекции мочевыводящих путей, вызванные Escherichia coli, Klebsiella pneumoniae, Proteus mirabilis (грамотрицательные, споронеобразующие, факультативно анаэробные бактерии) или Staphylococcus saprophyticus (коагулаза-отрицательный вид стафилококков, распространенный возбудитель инфекций мочевых путей). Осложненные инфекции мочевыводящих путей, вызванные Escherichia coli, Klebsiella pneumoniae, Proteus mirabilis, Pseudomonas aeruginosa, Citrobacter diversus или Enterobacter cloacae. Профилактика инфекций мочевыводящих путей при трансректальной биопсии предстательной железы, трансуретральных оперативных вмешательствах. Обострение хронического бронхита, вызванного Haemophilus influenzae или Moraxella catarrhalis. Туберкулез лёгких (в составе комплексной терапии): обширные казеозно-некротические поражения тканей, выраженный неспецифический компонент воспаления, лекарственная устойчивость микобактерий к рифампицину или плохая переносимость рифампицина.

## Противопоказания
Гиперчувствительность (в т.ч. к др. фторхинолонам), беременность, период лактации, возраст до 18 лет (период формирования и роста скелета).

### C осторожностью
Церебральный атеросклероз, эпилепсия и др. заболевания центральной нервной системы с эпилептическим синдромом, удлинение интервала QT, гипокалиемия, одновременный прием антиаритмических лекарственных средств IА класса (хинидин, прокаинамид) и III класса (амиодарон, соталол).

## Режим дозирования
Внутрь (вне зависимости от приема пищи, запивая достаточным количеством жидкости), 1 раз в сутки. Доза и длительность лечения зависит от тяжести заболевания и чувствительности возбудителя. Неосложненный цистит у женщин, вызванный Escherichia coli: 400 мг/сут в течение 3 дней. Неосложненный цистит, вызванный Klebsiella pneumoniae, Proteus mirabilis или Staphylococcus saprophyticus: 400 мг/сут в течение 10 дней. Осложненные инфекции мочевыводящих путей: 400 мг/сут в течение 14 дней. Обострение хронического бронхита: 400 мг/сут в течение 14 дней. Профилактика инфекций мочевыводящих путей: при трансректальной биопсии предстательной железы - 400 мг однократно за 1-6 ч до процедуры; трансуретральные оперативные вмешательства - 400 мг однократно за 2-6 ч до оперативного вмешательства. Туберкулез: по 400 мг/сут, в течение 14-28 дней и более. При КК менее 30 мл/мин и больным на гемодиализе начальная доза - 400 мг/сут, с последующим снижением до 200 мг/сут.

## Побочные эффекты
- Со стороны пищеварительной системы: тошнота, рвота, сухость во рту, гастралгия, боль в животе, диарея или запор, метеоризм, псевдомембранозный энтероколит, дисфагия, изменение цвета языка, снижение аппетита или булимия, извращение вкуса, дисбактериоз, повышение активности „печеночных“ трансаминаз.
- Со стороны нервной системы: утомляемость, недомогание, астения, головная боль, головокружение, обморочные состояния, бессонница, галлюцинации, судороги, гиперкинезы, тремор, парестезии, нервозность, тревожность, депрессия, возбуждение.
- Со стороны мочеполовой системы: гломерулонефрит, дизурия, полиурия, анурия, альбуминурия, уретральные кровотечения, кристаллурия, гематурия, задержка мочи, отёки; у женщин - вагинит, лейкорея, межменструальные кровотечения, боли в промежности, вагинальный кандидоз; у мужчин - орхит, эпидидимит.
- Со стороны обмена веществ: гипогликемия, подагра.
- Со стороны опорно-двигательного аппарата: артралгия, васкулит, судороги икроножных мышц, боли в спине и груди.
- Со стороны органов кроветворения и системы гемостаза: кровотечения из органов желудочно-кишечный тракт, тромбоцитопения, пурпура, повышение фибринолиза, носовое кровотечение, лимфаденопатия.
- Со стороны дыхательной системы: диспноэ, бронхоспазм, кашель, гиперсекреция мокроты, гриппоподобные симптомы.
- Со стороны органов чувств: нарушение зрения, боль и шум в ушах, боль в глазах.
- Со стороны сердечно-сосудистой системы: снижение артериального давления, тахикардия, брадикардия, экстрасистолия, аритмии, прогрессирование сердечной недостаточности и стенокардии, тромбоэмболия легочной артерии, миокардиопатия, флебит.
- Аллергические реакции: кожный зуд, крапивница, фотосенсибилизация, злокачественная экссудативная эритема (синдром Стивенса-Джонсона).
- Влияние на плод: в эксперименте описано фетотоксическое действие (артропатия).
- Прочие: кандидоз, усиление потоотделения, озноб, жажда, суперинфекция.

### Передозировка
Лечение: индукция рвоты или промывание желудка, адекватная гидратация, симптоматическая терапия. Гемо- и перитонеальный диализ при передозировке малоэффективны (выводится менее 3%).

## Особые указания
При циррозе печени не требуется коррекции режима дозирования (при условии нормальной функции почек). В период лечения следует избегать длительного воздействия солнечного света и использования искусственного УФ-излучения (вечерний прием уменьшает риск реакции на УФ-излучение). При первых признаках фотосенсибилизации (повышение чувствительности кожи, ожог, гиперемия, отек, появление волдырей, сыпи, зуда, дерматита) или гиперчувствительности, проявлениях нейротоксичности (возбуждение, судороги, тремор, светобоязнь, спутанность сознания, токсические психозы, галлюцинации) терапию необходимо прекратить. В период лечения необходимо соблюдать осторожность при вождении автотранспорта и занятии др. потенциально опасными видами деятельности, требующими повышенной концентрации внимания и быстроты психомоторных реакций.

## Взаимодействие
Не влияет на фармакокинетику изониазида. Не взаимодействует с теофиллином, кофеином. Повышает активность пероральных антикоагулянтов и увеличивает токсичность НПВП. Не следует принимать антацидные лекарственные средства и сукральфат в течение 4 ч до и 2 ч после приема ломефлоксацина (образует с ними хелатные соединения, что снижает его биодоступность). При лечении больных с туберкулезом ломефлоксацин используют совместно с изониазидом, пиразинамидом, стрептомицином и этамбутолом (не рекомендуется сочетание с рифампицином - анатагонизм). Лекарственные средства, блокирующие канальцевую секрецию, замедляют выведение. Отсутствует перекрестная устойчивость с пенициллинами, цефалоспоринами, аминогликозидами, ко-тримоксазолом, метронидазолом. Витамины с минеральными добавками следует применять за 2 ч до или через 2 ч после применения ломефлоксацина.